# KeyBank

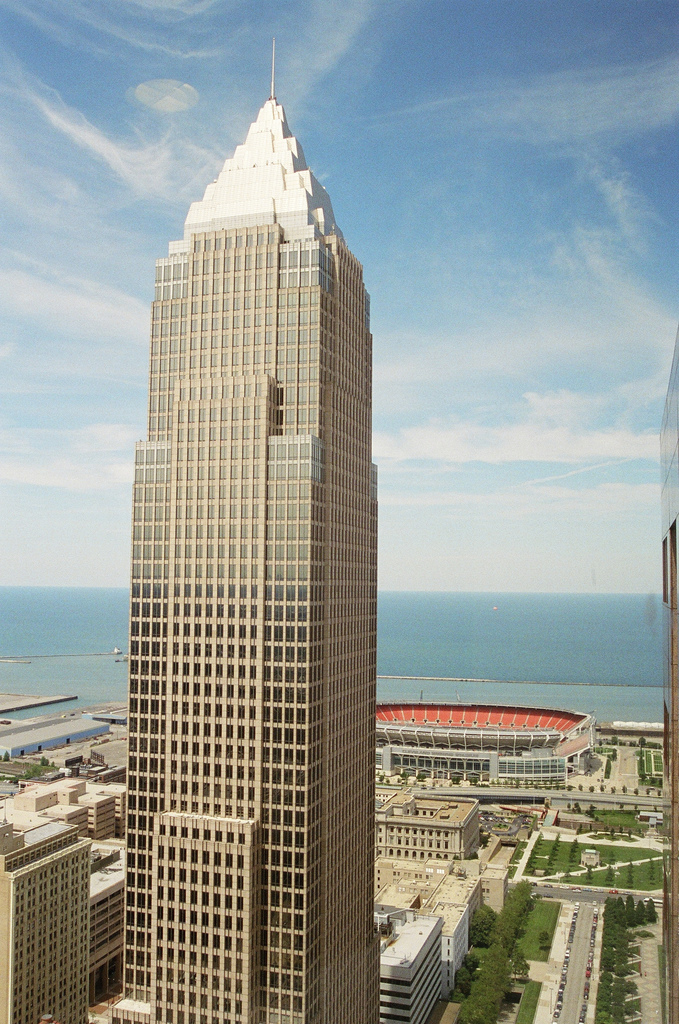
Key Corporation Firmensitz in Cleveland, Ohio

KeyBank ist ein US-amerikanisches Unternehmen mit Firmensitz in Cleveland, Ohio.
KeyBank ist als Kreditinstitut tätig und wurde 1825 mit dem Vorgängerunternehmen Commercial Bank of Albany gegründet. 1994 fusionierte das Kreditinstitut Commercial Bank of Albany mit dem Kreditinstitut Society Corporation of Cleveland (1849 unter dem Firmennamen Cleveland's Society for Savings gegründet) und es entstand das Unternehmen KeyBank.
Im Unternehmen waren 2008 durchschnittlich 18.095 Mitarbeiter beschäftigt. Die Filialen von KeyBank finden sich vorwiegend in den US-amerikanischen Bundesstaaten Alaska, Colorado, Idaho, Indiana, Kentucky, Maine, Michigan, New York, Ohio, Oregon, Utah, Vermont und Washington.